# Philip Leman
Philip Leman (i riksdagen kallad Leman i Göteborg), född 31 augusti 1837 i Mosaiska församlingen i Göteborg, död 4 oktober 1905 i Göteborg, var en svensk advokat, kommunpolitiker och riksdagsman.

## Biografi
Philip Leman var son till den från Nederländerna inflyttade köpmannen Isac Leman, senare bankdirektör och en av Göteborgs privatbanks stiftare, och Dorothea Valentin. Leman blev student vid Uppsala universitet 1854, filosofie kandidat 1865, filosofie doktor 1866 och avlade hovrättsexamen 1868, varefter han samma år blev kammarförvant vid Göteborgs drätselkammare till 1872, då han övergick till advokatyrket och inträdde i Aron Philipssons advokatbyrå, som under Lemans ledning kom att bi en av landets förnämsta. Han var också i många år ordförande i Sveriges advokatsamfund.
Som ledamot av stadsfullmäktige redan 1873 kom Leman att alltmer spela en betydelsefull och inflytelserik roll inom Göteborgs kommunala liv som verksam i en mängd kommittéer, beredningar och styrelser samt som stadsfullmäktiges vice ordförande. Han var ledamot av riksdagens första kammare för Göteborgs stad 12 september 1895 – 3 maj 1905, och ledamot av förstärkta lagberedningen 1886–1887, av kommunalskattekommittén 1897–1900 och av riksdagens lagutskott 1900–1904, varav i särskilda utskottet 1901 angående lag om inteckning i fartyg.
Till sin politiska ståndpunkt var han frihandelsvänlig och moderatkonservativ. Hans märkligaste motioner handlade om inskränkning i de kortvariga fängelsestraffen, om införande av nya arter affliktiva straff, om villkorlig straffdom och straffskärpningar för brott mot person (1898) samt mot dubbelbeskattning av aktiebolagsvinst och mot progressiv beskattning av aktiebolag (1902). Förutom en gradualavhandling (1866) om bildande av danska riksdagen och norska stortinget utgav Leman även editioner av inteckningslagarna. Han var ledamot av styrelsen för Göteborgs högskola sedan 1888.

### Uppdrag i urval
Leman var ledamot av Göteborgs stadsfullmäktige 1873–1876 och 19 mars 1878 – 11 maj 1905, varav som vice ordförande 1888–1904, av förlikningsnämnden 1876–1905, varav som ordförande 1894–1905, av styrelsen för Göteborgs museum 1879–1905, av styrelsen för Göteborgs undervisningsfond 1885–1891, av styrelsen för Göteborgs högskola 1887–1905, av styrelsen för Göteborgs stadsbibliotek 1895, samt av beredningen för nytt artillerietablissement 1873–1874. Han var revisor för Göteborgs Utskänknings AB 1878–1880.
Han blev ledamot av Kungliga Vetenskaps- och Vitterhetssamhället i Göteborg 1889.

### Familj
Philip Leman gifte sig den 7 december 1871 i Norrköping med Zerlina Amalia Nissen (1850–1930), dotter till bokhandlare Simon Jacob Nissen och Regina Josephina Lamm. De var svärföräldrar till Ernst Hagelin och Evald Lidén.

## Övrigt
Lemansgatan i Johanneberg i Göteborg namngavs 1938 till minne av Philip Leman.

## Utmärkelser
- Kommendör av andra klassen av Vasaorden, 1 december 1899.[1]
- Riddare av Nordstjärneorden, 1889.[2]

## På andra projekt
- Wikisource har originalverk som rör Philip Leman.